# شركة ناكاجيما للطائرات
ناكاجيما أو شركة ناكاجيما للطائرات (بالإنجليزية: Nakajima Aircraft Company)‏، هي شركة يابانية لصناعة الطائرات، كانت طائرانها بارزة في خلال الحرب العالمية الثانية.